# Ziele angielskie

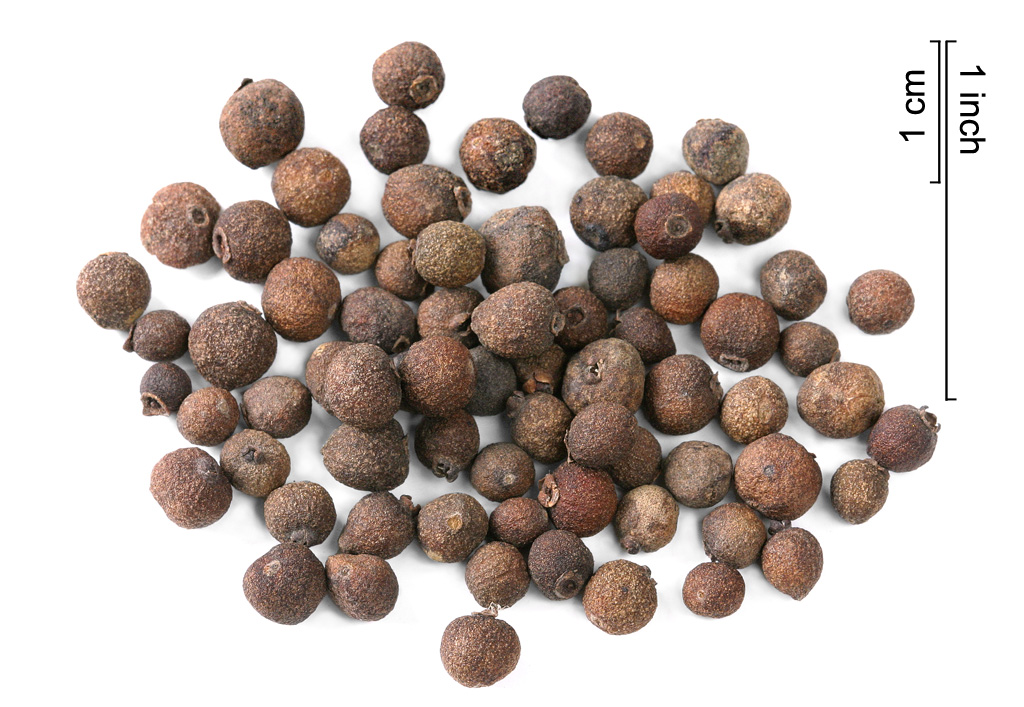
Ziele angielskie

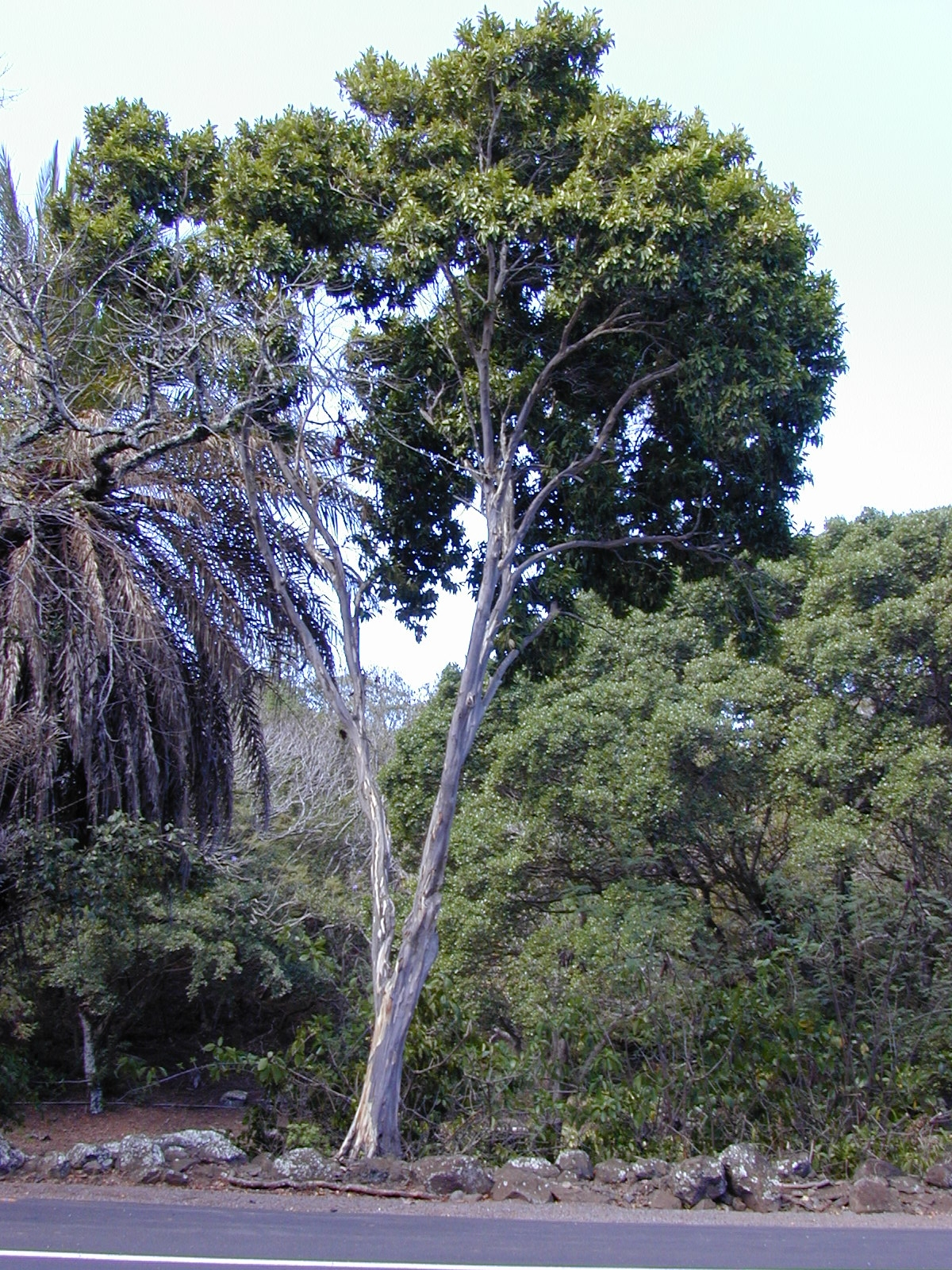
Korzennik lekarski

Ziele angielskie – owoce korzennika lekarskiego (drzewa pimentowego, Pimenta dioica), służące jako przyprawa.

## Pochodzenie i nazewnictwo
Ziele angielskie, wbrew swojej nazwie, nie pochodzi z Anglii, a z Ameryki Środkowej i z Meksyku. Podróżujący po Meksyku w latach 1571–1577 hiszpański uczony Francisco Hernandez twierdził, że obok wanilii było ono ulubioną przyprawą Azteków, którzy przyprawiali nim napój czekoladowy. Do Europy przywieziono je pod koniec XVI wieku, a szerzej rozpowszechniło się pod koniec XVII wieku.
Ziele angielskie znane jest także pod nazwami: pieprz z Jamajki, pieprz angielski, pieprz pachnący, piment, pieprz goździkowy, owoce amomka, nowe korzenie. Słowo pimenta w języku hiszpańskim oznacza pieprz, początkowo bowiem hiszpańscy odkrywcy tej rośliny uważali ją za poszukiwany wówczas pieprz. Stąd też pochodzą nazwy pieprz pachnący i pieprz goździkowy. Anglicy nazwali go „allspice”, co oznacza przyprawę-wszystko, uważali bowiem, że jest ona mieszaniną wielu przypraw (cynamonu, gałki muszkatołowej, goździków, pieprzu). Z tego powodu w języku niemieckim określa się ją mianem „Viergewürz”. Przyprawa ta, popularna w Anglii, z tego właśnie kraju była przywożona do Polski, dlatego przez Polaków nazwana została zielem angielskim.

## Właściwości
Kolor owoców jest czerwono-brunatny. Zawierają dużo olejków eterycznych nadających im aromatyczny zapach i ostry, gorzki smak. Zapach jest dość słaby, nieco przypomina zapach goździków z dodatkiem zapachu kwiatowego. Ziele angielskie ułatwia wchłanianie selenu, witamin B oraz beta-karotenu. Należy jednak spożywać je z umiarkowaniem, spożycie większych ilości (dotyczy to zresztą większości przypraw) jest szkodliwe i powoduje zaburzenia pokarmowe. Głównym czynnym składnikiem ziela angielskiego jest eugenol, ponadto występują: żywica, garbniki, cukier, kwas jabłkowy i kwas galusowy.

## Zastosowanie
- Najczęściej używane jest do przyprawiania wędlin, marynat, konserw, zup, a także ogórków konserwowych i różnego rodzaju sałatek warzywnych i kompotów owocowych[4].
- W mniejszym stopniu używa się go do przyprawiania kremów, ciast, naleśników i niektórych likierów[4] tzw. „Pimento Dram[5].”
- Jest pospolitą przyprawą na Bliskim Wschodzie. Często dodaje się go tutaj do potraw zamiast soli czy pieprzu.
- Jest głównym składnikiem sosu barbecue[4][martwy link].
- Jest rośliną leczniczą. Jest pomocne przy wzdęciach i kolce, łagodzi nerwobóle i dolegliwości reumatyczne, ma też słabe działanie odkażające[4].
- Jest wykorzystywane do produkcji kosmetyków i perfum i innych wyrobów przemysłu kosmetycznego[4].